# Onychogomphus assimilis
Onychogomphus assimilis är en trollsländeart som först beskrevs av Schneider 1845.  Onychogomphus assimilis ingår i släktet Onychogomphus och familjen flodtrollsländor. IUCN kategoriserar arten globalt som sårbar. Inga underarter finns listade i Catalogue of Life.